# Mahohi II
Mahohi II est un village de la commune de Massock-Songloulou; située dans le département de la Sanaga-Maritime et la région du Littoral au Cameroun. Il est situé sur la route qui lie Songmbenguè à Mbanda et Pandang, à 6 km de Songmbenguè.

## Population
En 1967, Mahohi II comptait 238 habitants, principalement Bassa.
Lors du recensement de 2005, 48 personnes y ont été dénombrées.